# Верхня Федоровка
Верхня Фе́доровка (рос. Верхняя Фёдоровка) — присілок у складі Молчановського району Томської області, Росія. Входить до складу Тунгусовського сільського поселення.
Стара назва — Федоровка.

## Населення
Населення — 107 осіб (2010; 117 у 2002).
Національний склад (станом на 2002 рік):
- росіяни — 96 %